# Château des Barres
Ne doit pas être confondu avec Château de Barres.
Le château des Barres est un château situé à Sainpuits, dans le département français de l'Yonne, en France.

## Description
Le château a été construit en 1777, avant d'être modifié par Claude-Étienne Chaillou des Barres (1784-1857), gendre du Duc de Cadore, Ministre de l'Intérieur de Napoléon, préfet de l'Ardèche (1810) puis de la Creuse (1815), fondateur et premier président de la Société des sciences historiques et naturelles de l'Yonne de 1847 à 1858. Avec son gendre, le Baron du Havelt, il transforma le château. Ainsi une aile fut édifiée pour relier la tour au château. C'est également à cette époque que fut construite la chapelle funéraire avec ses remarquables décors en trompe-l'œil.   
Le parc, conçu d'abord sous la Restauration par Louis-Martin Berthault (1770-1823) fut remodelé par Achille Duchène (1905) dans l'esprit des jardins à la française, il constitue une remarquable promenade dans l'esprit de Lenôtre.  
Le potager est clos de murs; réhabilité comme verger conservatoire, il héberge une importante activité de maraîchage.  
Une activité d'hôtellerie sera proposée en 2020.

## Protection
L'édifice est inscrit au titre des monuments historiques en 1997.
Il se visite en période d'été, mais seulement sur rendez vous.  